# Danilo Petrović-Njegoš (1871-1939)
Ne doit pas être confondu avec Danilo Ier Šćepčev Petrović-Njegoš ou Danilo Petrović-Njegoš.
Succession
Prétendant au trône de Monténégro
1 – 7 mars 1921
(6 jours)
Signature
Danilo Petrović-Njegoš (en serbe cyrillique : Данило II. Александер Петровић Његош), né le 29 juin 1871 à Cetinje et mort le 24 septembre 1939 à Vienne, est un prince monténégrin, éphémère roi en exil de Monténégro entre le 1er et le 7 mars 1921 sous le nom de « Danilo II » ou, en français, « Daniel II ».

## Biographie
Cinquième enfant et fils aîné de Nicolas Ier, prince puis roi du Monténégro, il est prince héritier de la couronne monténégrine. Le 27 juillet 1899 à Cetinje, le prince Danilo épouse la duchesse Jutta de Mecklembourg-Strelitz ; le couple reste sans enfant. Après la Première Guerre mondiale, le royaume ayant été rattaché au nouveau royaume des Serbes, Croates et Slovènes, et la famille royale monténégrine condamnée à l'exil. Le 1er mars 1921, à la mort de son père, il lui succède sous le nom de Danilo II. Au terme d'une semaine de règne nominal, il abdique en faveur de son neveu, Mihailo.